# Judolia instabilis
Judolia instabilis là một loài bọ cánh cứng trong họ Cerambycidae.